# Keshena
Keshena es un lugar designado por el censo ubicado en el condado de Menominee en el estado estadounidense de Wisconsin. En el Censo de 2010 tenía una población de 1.262 habitantes y una densidad poblacional de 58,38 personas por km².

## Geografía
Keshena se encuentra ubicado en las coordenadas 44°52′0″N 88°35′7″O / 44.86667, -88.58528. Según la Oficina del Censo de los Estados Unidos, Keshena tiene una superficie total de 21.62 km², de la cual 21.58 km² corresponden a tierra firme y (0.14%) 0.03 km² es agua.

## Demografía
Según el censo de 2010, había 1.262 personas residiendo en Keshena. La densidad de población era de 58,38 hab./km². De los 1.262 habitantes, Keshena estaba compuesto por el 2.77% blancos, el 0.08% eran afroamericanos, el 95.17% eran amerindios, el 0% eran asiáticos, el 0% eran isleños del Pacífico, el 0.08% eran de otras razas y el 1.9% pertenecían a dos o más razas. Del total de la población el 6.58% eran hispanos o latinos de cualquier raza.